# Велоспорт на літніх Олімпійських іграх 2020 — BMX-фрістайл (чоловіки)
Змагання з BMX-фрістайлу серед чоловіків на літніх Олімпійських іграх 2020 року відбулися 31 липня та 1 серпня 2021 року в Парку міських видів спорту Аріаке. Змагалися 9 велосипедистів з 8 країн.

## Передісторія
Це буде дебютна поява цієї дисципліни на Олімпійських іграх (BMX-гонки додано 2008 року).
Чинний чемпіон світу (2021) - Лоґан Мартін з Австралії, який також переміг 2017 року і здобув срібну медаль 2019-го.

## Кваліфікація
Національний олімпійський комітет (НОК) може виставити на змагання з BMX-фрістайлу щонайбільше 2 велосипедисти. Всі квоти отримує НОК, який сам вибирає велосипедистів, що беруть участь у змаганнях. Загалом для участі в змаганнях було виділено 9 квот. З них 6 розподілено відповідно до світового рейтингу UCI за країнами. Країна з найвищим рейтингом отримала 2 квоти. НОК, що посіли з 3-го по 5-те місця, одержали по 2 квоти. НОК, які посіли з 2-го по 5-те місце, одержали по 1 квоті. Ще дві квоти розіграно в рамках Чемпіонату світу з міського велоспорту 2019. Їх одержали дві країни, чиї спортсмени посіли найвищі місця (серед тих НОК, що не кваліфікувались через рейтинг за країнами). Країні-господарці було гарантовано квоту.

## Формат змагань
Змагання складаються з двох етапів: посіву та фіналу. На кожному етапі велосипедисти роблять по два заїзди тривалістю 60 секунд. П'ятеро суддів ставлять оцінки від 0,00 до 99,99 залежно від складності та виконання заїзду. Загальна оцінка заїзду - середнє між оцінками п'яти суддів. На етапі посіву середня оцінка двох заїздів дає велосипедистові загальну оцінку посіву. Ці оцінки посіву слугують для визначення порядку старту велосипедистів у фіналі. Ті, хто стартує пізніше, мають перевагу, бо знають як виступили попередні. У фіналі враховується лише кращий результат з двох заїздів .

## Розклад
Змагання в цій дисципліні відбуваються впродовж двох днів поспіль.
| З | Попередні заїзди | ЧФ | Чвертьфінали | ПФ | Півфінали | Ф | Фінали |

| Дисципліна↓/Дати → | 24 лип | 25 лип | 26 лип | 27 лип | 28 лип | 29 лип | 30 лип | 30 лип | 31 лип | 1 сер |
| ------------------ | ------ | ------ | ------ | ------ | ------ | ------ | ------ | ------ | ------ | ----- |
| BMX-фрістайл       |        |        |        |        |        |        |        |        |        |       |
| Чоловіки           |        |        |        |        |        |        |        |        | З      | Ф     |

## Результати

### Посівний раунд
Посівний раунд визначає порядок виступів у фіналі. Найкращий у посівному раунді виступає останнім у фіналі.
| Місце | Велогонщик      | Країна                           | Заїзд 1 | Заїзд 2 | Середня оцінка | Примітки |
| ----- | --------------- | -------------------------------- | ------- | ------- | -------------- | -------- |
| 1     | Лоґан Мартін    | Австралія (AUS)                  | 91.90   | 90.04   | 90.97          |          |
| 2     | Рім Накамура    | Японія (JPN)                     | 86.20   | 89.14   | 87.67          |          |
| 3     | Денієл Дерс     | Венесуела (VEN)                  | 84.20   | 86.00   | 85.10          |          |
| 4     | Ентоні Джінджін | Франція (FRA)                    | 83.00   | 86.30   | 84.65          |          |
| 5     | Ірек Різаєв     | Олімпійський комітет Росії (ROC) | 81.20   | 81.30   | 81.25          |          |
| 6     | Кеннет Тенсіо   | Коста-Рика (CRC)                 | 75.20   | 84.40   | 79.80          |          |
| 7     | Деклан Брукс    | Велика Британія (GBR)            | 74.30   | 79.20   | 76.75          |          |
| 8     | Джастін Давелл  | США (USA)                        | 69.80   | 80.60   | 75.20          |          |
| 9     | Нік Брюс        | США (USA)                        | 6.60    | 1.00    | 3.80           |          |

### Фінал
| Місце | Велогонщик      | Країна                           | Заїзд 1 | Заїзд 2 | Кращий | Примітки |
| ----- | --------------- | -------------------------------- | ------- | ------- | ------ | -------- |
| 1     | Лоґан Мартін    | Австралія (AUS)                  | 93.30   | 41.40   | 93.30  |          |
| 2     | Денієл Дерс     | Венесуела (VEN)                  | 90.10   | 92.05   | 92.05  |          |
| 3     | Деклан Брукс    | Велика Британія (GBR)            | 89.40   | 90.80   | 90.80  |          |
| 4     | Кеннет Тенсіо   | Коста-Рика (CRC)                 | 84.20   | 90.50   | 90.50  |          |
| 5     | Рім Накамура    | Японія (JPN)                     | 72.20   | 85.10   | 85.10  |          |
| 6     | Ірек Різаєв     | Олімпійський комітет Росії (ROC) | 36.60   | 82.40   | 82.40  |          |
| 7     | Ентоні Джінджін | Франція (FRA)                    | 78.20   | 51.20   | 78.20  |          |
| 8     | Джастін Давелл  | США (USA)                        | 44.60   | 31.60   | 44.60  |          |
| 9     | Нік Брюс        | США (USA)                        | 24.60   | DNS     | 24.60  |          |